# Virey
Virey é uma comuna francesa na região administrativa da Normandia, no departamento Mancha. Estende-se por uma área de 17,1 km². Em 2010 a comuna tinha 1 028 habitantes (densidade: 60,1 hab./km²).